# František Podlena
František Podlena (* 30. října 1940 Županovice) byl český a československý politik KSČ, na konci normalizace a krátce po sametové revoluci ministr dopravy a spojů Československé socialistické republiky.

## Biografie
Pocházel z rodiny učitele. Členem KSČ se stal roku 1959. Vyučil se lodníkem a potom pracoval v podniku Československá plavba labsko-oderská. Později vystudoval VŠE Praha a po studiu se vrátil do Československé plavby labsko-oderské jako vedoucí oddělení a vedoucí zahraničního zastoupení. V roce 1971 se stal politickým pracovníkem Okresního výboru KSČ v Děčíně, kde se později stal tajemníkem. Zastával post vedoucího oddělení pro stranickou práci na Krajském výboru KSČ pro Severočeský kraj. V letech 1983-1985 působil jako místopředseda severočeského KNV. V letech 1985-1988 pracoval na Ústředním výboru Komunistické strany Československa na postu zástupce vedoucího oddělení. Bylo mu uděleno Vyznamenání Za vynikající práci.
V říjnu 1988 se stal ministrem dopravy a spojů v československé vládě Ladislava Adamce. Na tomto postu setrval i po sametové revoluci v první vládě Mariána Čalfy (vláda národního porozumění) až do června 1990.